# Margit Papp
Margit Papp-Dervalits (ur. 30 kwietnia 1948 w Szamossályi, w komitacie Szabolcs-Szatmár) – węgierska lekkoatletka, która specjalizowała się w pięcioboju oraz w skoku w dal.
Rozpoczęła międzynarodową karierę startem w mistrzostwach Europy w 1966 w Budapeszcie, gdzie zajęła 18. miejsce w pięcioboju. W rozgrywanych w tym samym roku europejskich igrzyskach juniorów w Odessie zdobyła w tej konkurencji brązowy medal.
Na mistrzostwach Europy w 1971 w Helsinkach Papp zajęła 8. miejsce w pięcioboju. Wystąpiła na igrzyskach olimpijskich w 1972 w Monachium, gdzie zajęła 23. miejsce w tej konkurencji. Na mistrzostwach Europy w 1974 w Rzymie była 12. w pięcioboju, a na igrzyskach olimpijskich w 1976 w Montrealu ósma.
W 1977 zmieniono skład konkurencji pięcioboju zastępując bieg na 200 metrów biegiem na 800 metrów. Na mistrzostwach Europy w 1978 w Pradze Papp zajęła 2. miejsce w pięcioboju za Nadieżdą Tkaczenko ze Związku Radzieckiego, ale po dyskwalifikacji tej ostatniej za doping otrzymała złoty medal.
Na igrzyskach olimpijskich w 1980 w Moskwie zajęła 5. miejsce w pięcioboju, a w skoku w dal odpadła w eliminacjach.
Papp była mistrzynią Węgier w biegu na 100 metrów przez płotki w 1979, w skoku w dal w 1973 i 1979 oraz w pięcioboju w 1968, 1970, 1976, 1977, 1978 i 1980. Dziewięciokrotnie poprawiała rekord Węgier w pięcioboju.